# Armando Villarreal
Armando Villarreal (Brownsville, Texas, Estados Unidos, 31 de mayo de 1986) es un árbitro de fútbol estadounidense de origen mexicano nacido en Brownsville, Texas, el cual reside en San Antonio, Texas. Es internacional FIFA desde el 2015 y arbitra partidos de la CONCACAF desde 2012. Dirige partidos de la Major League Soccer desde 2012.

## Trayectoria
Ha participado en los siguientes torneos:
- Leagues Cup
- Liga de Campeones de la Concacaf
- Liga Concacaf
- Copa de Oro de la Concacaf 2017
- Copa de Oro de la Concacaf 2019
- Liga de Naciones de la Concacaf 2019-20
- Copa de Oro de la Concacaf 2021
- Clasificación de Concacaf para la Copa Mundial de 2022
- Liga de Naciones de la Concacaf 2022-23
- Copa de Oro de la Concacaf 2023
- Copa America 2024
- Copa Centroamericana de Concacaf 2024